# Акжарминський сільський округ (Кизилординська міська адміністрація)
Акжарми́нський сільський округ (каз. Ақжарма ауылдық округі, рос. Акжарминский сельский округ) — адміністративна одиниця у складі Кизилординської міської адміністрації Кизилординської області Казахстану. Адміністративний центр — село Баймурат.
Населення — 2222 особи (2021; 2225 у 2009, 1885 у 1999, 1839 у 1989).
Станом на 1989 рік існувала Акжарминська сільська рада (села Акжарма, Калган-Дар'я, Кубас, Талди-Арал) Сирдар'їнського району. Села Калгандар'я та Кубас було ліквідовано 2019 року.

## Склад
До складу округу входять такі населені пункти:
| Населений пункт   | Колишні назви | Населення, осіб (1989) | Населення, осіб (1999) | Населення, осіб (2009) | Населення, осіб (2021) |
| ----------------- | ------------- | ---------------------- | ---------------------- | ---------------------- | ---------------------- |
| Баймурат, село    | Акжарма       | 1080                   | 1121                   | 1345                   | 1473                   |
| Калгандар'я, село | Калган-Дар'я  | 105                    | 66                     | 154                    | -                      |
| Кубас, село       | -             | 188                    | 118                    | 91                     | -                      |
| Талдиарал, село   | Талди-Арал    | 466                    | 580                    | 635                    | 749                    |